# Димитър Панделиев
Димитър Панделиев е български писател и драматург.

## Биография
Роден е на 1 март 1927 година в село Кулата, Петричко, разположено на самата граница. Той е третото момче от петимата синове на майка си Ката и баща си Панделия. Работи като учител по руски език в петричката гимназия „Пейо К. Яворов“, където по-късно е назначен за заместник-директор. Освен това работи в няколко радиа в Благоевградска област.

## Произведения
- „По следите на бурите“, драма (в съавт.), 1962 г.

II награда на национален конкурс за съавт. българската драма (без присъдена първа); играна от театрите в Станке Димитров, Велико Търново, Плевен и Кърджали
- „Птици от различни ята“, драма (в съавт.), 1964 г.

поставена в Ямбол, Силистра и Благоевград
- „Назад, охлюви!“, сатира (в съавт.), 1967 г.

непоставяна
- „Хубави дъждове“, драма, 1981 г.

II награда за национален конкурс за телевизионна пиеса (без присъдена първа); постановка на ТТ' награда за най-добър телевизионен спектакъл за 1982 г.; излъчвана три поредни години
- „Край тиха Струма“, драма, незавършена
- Лирическа и гражданска поезия
- Басни
- Публицистика, фейлетони и рецензии

Лирика
- Късна песен
- Стара снимка с гръцки пейзаж
- На старата година
- Очите (на баща ми)
- Самуилова крепост

Басни
- Басни от вчера
- Кучета
- Вълк, елен и лъв
- Крави
- Кокошки
- Вятър и дърво
- Папгал и славей
- Вълк и кошута
- Повет, бряст, бреза и тъй нататък
- Кукувица и гугутка
- Врабчо и мравките
- Слънцето и животните
- Мирът, подписан с чужда кръв